# Первая мировая война на море
Военные действия на море в Первую мировую войну в основном заключались в морской блокаде Германии флотами Антанты и попытках Германии нарушить британское и французское судоходство, осуществить блокаду России (по поставкам огнестрельных припасов, воздухоплавательных машин, броневых автомобилей, стрелкового оружия и т.д.) с помощью подводных лодок и рейдеров.

## Предыстория
Военно-морская гонка вооружений между Британской империей и Германской империей была одной из важнейших причин Первой мировой войны. Германия хотела увеличить свой военный флот до величины, которая позволила бы германской заморской торговле не зависеть от доброй воли Британии. Однако увеличение германского флота до величины сопоставимой с британским флотом неизбежно ставило под угрозу само существование Британской империи.

## Технологии
Основным типом боевого корабля в Первую мировую был линейный корабль, построенный по образцу дредноута. Военно-морская авиация только начинала своё развитие. Большую роль приобрели подводные лодки и морские мины.

### Раскрытие германского кода
26 августа 1914 года российские крейсера «Паллада» и «Богатырь» захватили сигнальную книгу с германского лёгкого крейсера «Магдебург», севшего на мель вблизи острова Осмуссаар в Финском заливе. Российские власти передали книгу британскому Адмиралтейству, что сыграло решающую роль в раскрытии военно-морского кода Германии. Раскрытие кода оказало впоследствии огромное влияние как на боевые действия на море, так и на ход войны в целом.

## Театры войны и военных действий

### Северное море
Северное море было основным театром войны для надводных кораблей. Здесь друг другу противостояли британский Гранд-Флит и германский Флот открытого моря. Значительно больший по численности британский флот поддерживал блокаду Германии, отрезав её от заморских ресурсов. Немецкий флот в основном оставался в гавани, ожидая, не возникнет ли выгодная ситуация для боя. Когда Германия столкнулась с ситуацией блокады немецких портов британским флотом, и отказом от соблюдения Британией «Лондонской декларации касающейся законов войны на море», согласно которой продовольствие и невоенные грузы должны пропускаться в блокируемые порты, началась разработка планов использования подводных лодок для нанесения соразмерного урона Британии.
Было несколько крупных сражений: сражение при Гельголанде, сражение при Доггер-Банке, Ютландское сражение, и Второе сражение при Гельголанде. В целом, британский флот, хотя и не всегда добивался тактических успехов, смог поддерживать блокаду и удерживать немецкий флот в гавани, хотя до конца войны германский флот оставался серьёзной угрозой, приковывавшей к себе большинство британских сил.

### Атлантический океан
В то время как Германия испытывала значительные трудности из-за британской морской блокады, британская метрополия сильно зависела от импорта продовольствия и сырья. Немцы обнаружили, что их подводные лодки, хотя и малоэффективны против надводных боевых кораблей, хорошо справляются с торговыми кораблями и могут легко патрулировать Атлантику даже при господстве британских сил на поверхности моря. В 1915 году немцы попытались установить блокаду Британии с помощью подводных лодок. Им удалось нанести значительный ущерб британскому судоходству, но не удалось прекратить его.

### Чёрное море

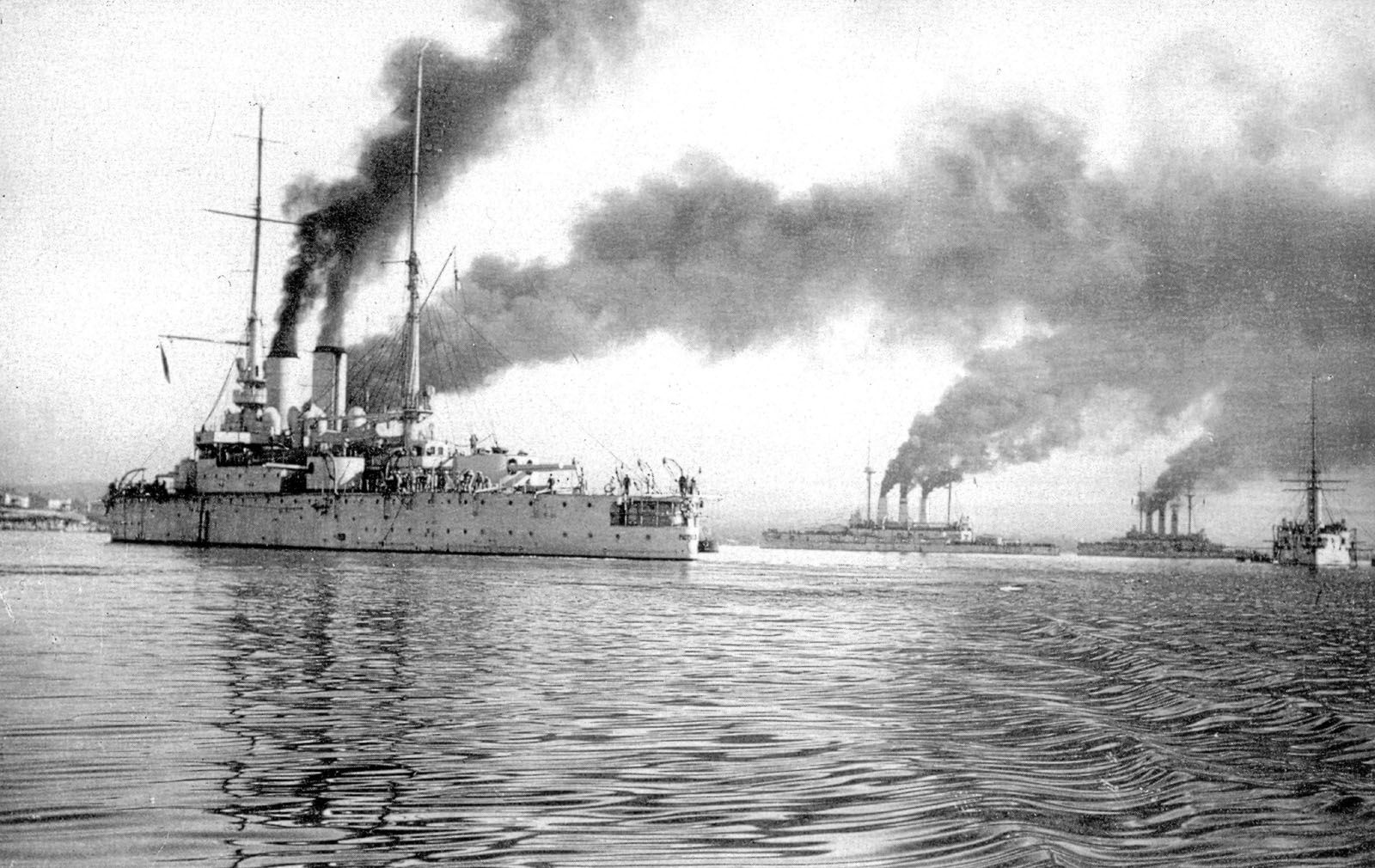
Броненосцы Черноморского флота на рейде Севастополя, 1910 г.

В начале войны ни у Российской, ни у Османской империи не было дредноутов на Чёрном море. Два дредноута, строившихся для турецкого флота в Англии, были с началом войны реквизированы и включены в королевский флот под названиями HMS Erin и HMS Agincourt. Осенью 1914 Германия передала Османской империи линейный крейсер SMS Goeben и легкий крейсер SMS Breslau. Намного превосходя броненосные корабли ЧФ России, «Гебен» сыграл решающую роль в дальнейших событиях.
Боевые действия на Чёрном море начались в октябре 1914 года с бомбардировки германо-турецкими силами прибрежных российских городов, при этом «Гебен» и «Бреслау» атаковали главную базу ЧФ — Севастополь. Эта бомбардировка привела к объявлению Россией войны Турции и, соответственно, вступлению последней в войну на стороне Центральных держав. 5 ноября 1914 главные силы ЧФ внезапно встретили «Гебен» и «Бреслау» в районе Ялты. Несмотря на благоприятное для русских стечение обстоятельств, добиться решающего результата не удалось — после обмена залпами противник смог уйти (См. Бой у мыса Сарыч). Вплоть до начала 1916 «Гебен» и «Бреслау» оставались костью в горле российского флота. Лишь в начале 1916 году черноморский флот получил первые линкоры-дредноуты — «Императрица Мария» и «Императрица Екатерина Великая», что радикально изменило соотношение сил в пользу ЧФ России.
Вступление в строй новых линейных кораблей позволило российскому флоту установить блокаду угольного района в Анатолии (порты Зунгулдак, Козлу, Эрегли, Килимли), служившего единственным источником местного угля для Константинополя, турецкого флота и железнодорожного транспорта. В ходе кампании 1915 г. Черноморский флот стал практиковать взаимодействие своих надводных и подводных сил, а также активно использовать для разведки и бомбовых ударов гидросамолеты.
К октябрю 1916 подвоз угля из Зунгулдака в Константинополь практически прекратился. Блокада привела к резкому сокращению операций турецкого флота, в т.ч. прекращению тральных работ в устье Босфора. Из-за отсутствия угля в 1917 году «Гебен» ни разу не вышел в море.
В качестве противодействия германское командование пыталось парализовать российское судоходство по Чёрному морю действиями подводных лодок (на театр было переброшено 7 ПЛ), которым удалось потопить 21 судно. Но активные меры противодействия (введение системы конвоев, организация стройной противолодочной обороны, минирование подходов к местам базирования ПЛ) быстро свели на нет их первоначальные успехи.
Вскоре после большевистского переворота в Петрограде и наступившей вследствие этого анархии Черноморский флот потерял боеспособность. После заключения Брестского мирного договора и наступления Германии, главная база флота в Севастополе перешла под контроль немцев.

### Балтийское море
Балтийское море рассматривалось ведущими морскими государством — Великобританией и Германией — как второстепенный театр. Британцы считали, что русский флот, медленно восстанавливающийся после поражения в Русско-японской войне 1904—1905 годов, не сможет оказать сколько-либо существенной помощи британскому флоту, а немцы опасались в первую очередь флота Великобритании, поэтому держали на Балтике лишь устаревшие корабли. Основной боевой задачей русского флота являлось сопротивление проникновению противника в Финский залив путём боя на заранее подготовленной позиции. Для решения этой задачи была назначена оборонительная позиция в узости залива, образуемой островом Нарген и мысом Порккала-Удд — так называемая центральная минно-артиллерийская позиция. Военные действия на Балтике начались 31 июля. В 6.56 русские минные заградители под прикрытием линкоров начали ставить первые мины.

#### Захват «Магдебурга»

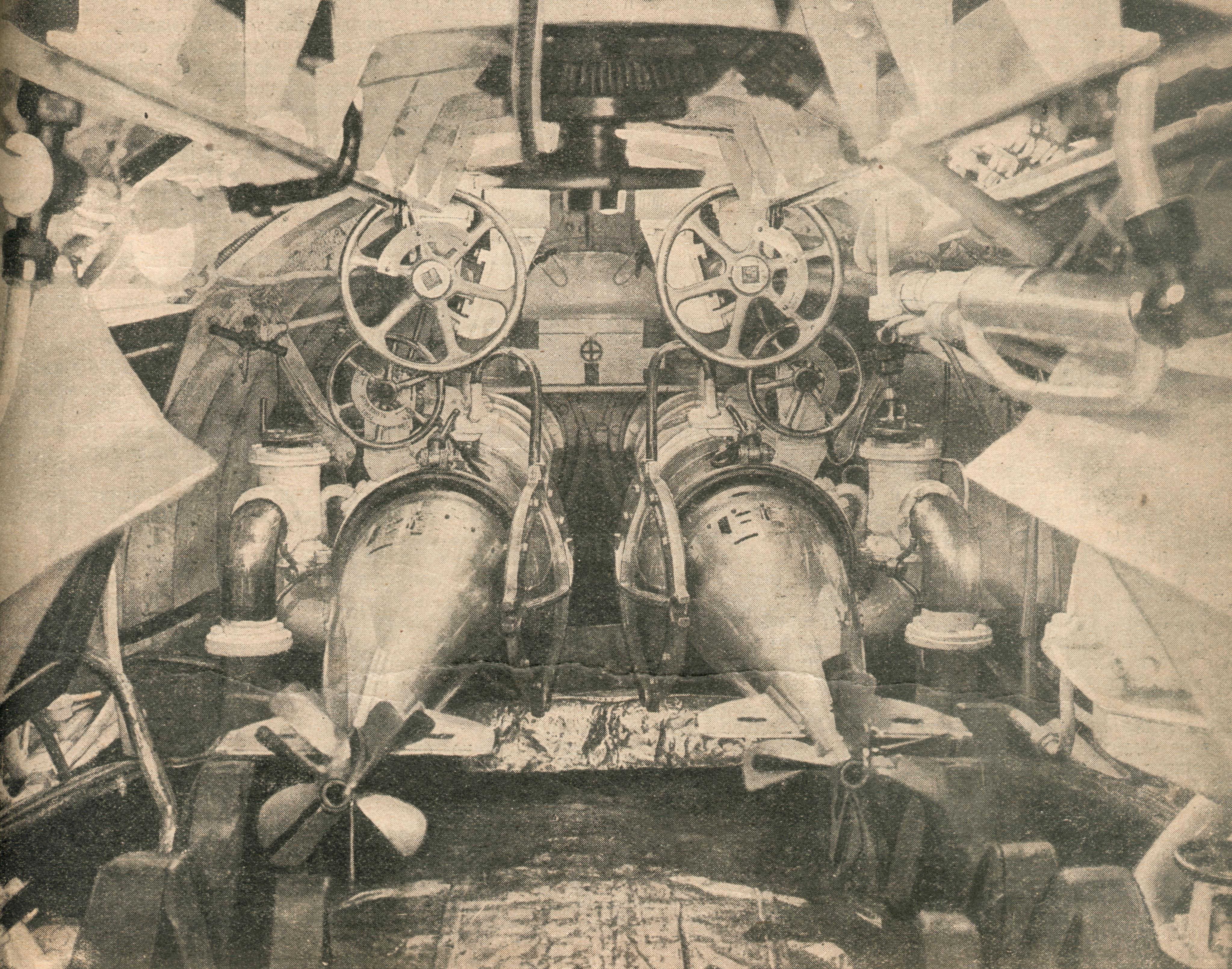
Минный [торпедный] отсек ПЛ. 1916

26 августа 1914 года на Балтике произошло событие, оказавшее значительное влияние на дальнейший ход войны. В Финском заливе у острова Осмуссаар сел на мель германский легкий крейсер «Магдебург». Попытки спасти корабль закончились неудачей и вскоре он был захвачен подошедшими русскими крейсерами «Богатырь» и «Паллада». Главным успехом были поднятая из моря сигнальная книга крейсера, которая затем была переданы британскому адмиралтейству, что сыграло решающую роль в раскрытии военно-морского кода Германии. Раскрытие кода оказало впоследствии значительное влияние, как на боевые действия на море, так и на ход войны в целом.

#### Начальный период войны
11 октября торпедой немецкой подводной лодки U-26 был потоплен крейсер «Паллада». В середине октября на Балтику прорвались две британских подводных лодки. 17 ноября подорвался на минах и затонул немецкий крейсер «Фридрих Карл». Также получили повреждения 3 германских легких крейсера и были потоплены 14 германских грузовых судов.
В конце 1914 года были достроены четыре новых линкора «Полтава», «Гангут», «Петропавловск» и «Севастополь», что изменило соотношение сил в Балтийском море.

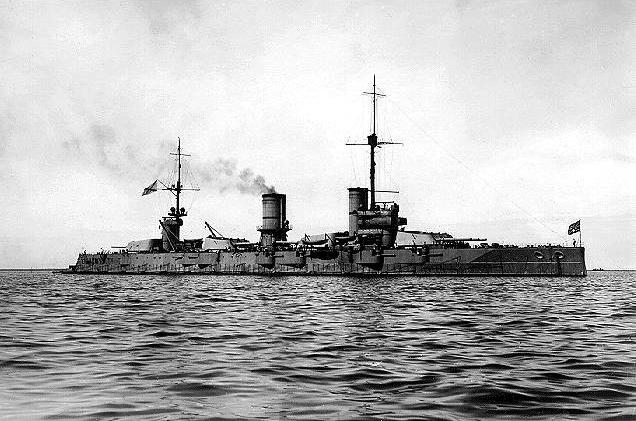
Линкор «Полтава», 1915

25 января 1915 года подорвались на минах и получили повреждения немецкие крейсеры «Аугсбург» и «Газелле».
19 июня 1915 года произошёл Готландский бой между русским и немецким отрядами крейсеров. Был потоплен немецкий минный заградитель «Альбатрос».

#### Оборона Рижского залива в 1915
8 августа 1915 года немецкие силы, состоящие из 7 линкоров, 6 крейсеров, 24 эсминцев и 14 тральщиков, попытались прорваться в Рижский залив через Ирбенский пролив. Им противостояли броненосец «Слава», канонерские лодки «Грозящий», «Храбрый», «Сивуч», минный заградитель «Амур», 16 эсминцев и дивизион подводных лодок. В 4 часа утра немецкие тральщики начали делать проход в минном поле. Их заметили русские самолёты, вскоре к месту сражения подошли канонерские лодки «Грозящий» и «Храбрый» и эсминцы, которые открыли огонь по тральщикам. В 10 часов 30 минут броненосец «Слава» прибыл к месту боя и вступил в артиллерийскую дуэль с двумя немецкими броненосцами — «Эльзас» и «Брауншвейг». Потеряв два тральщика T-52 и T-58 на минах, немцы отказались от попытки прорыва. 10-15 августа минный заградитель Амур поставил дополнительное минное поле в Ирбенском проливе.
16 августа немецкие силы повторили попытку прорваться через Ирбенский пролив. В течение дня немцам удалось протралить Ирбенский пролив, хотя они потеряли тральщик T-46. «Слава» была вынуждена отойти после боя с немецкими линкорами «Нассау» и «Позен».
В ночь на 17 августа германские эсминцы «V-99» и «V-100» проникли в Рижский залив. В бою с русским эсминцем «Новик» V-99 был повреждён, а затем подорвался на минах и был затоплен экипажем. Днем 17 августа «Слава» снова вступила в бой с линкорами «Нассау» и «Позен», получила три попадания и отошла к Моонзунду. 19 августа подорвался на минах и затонул немецкий эсминец «S-31», а британская подлодка E-1 торпедировала немецкий крейсер «Мольтке». После этого германские силы ушли из Рижского залива. 20-го августа под г. Пернов был отбит германский десант, и русскими взяты трофеи.

#### Гибель немецкой миноносной флотилии 1916
9-11 ноября 1916 года, 10-я флотилия германских эскадренных миноносцев в ходе набега в Финский залив понесла значительные потери на минных заграждениях. Из 11 новейших эсминцев погибло 7. Русские корабли потерь не понесли. Немцы выпустили по береговым объектам 162 снаряда, которыми было повреждено несколько зданий и убито и ранено 18 человек.

#### Бой за Рижский залив 1917
12-20 октября 1917 года произошло сражение между немецким и русским флотом за Моонзундские острова, в ходе которого немецкий флот высадил десант на острова Эзель, Моон и Даго, захватил их и, протралив минные заграждения в Ирбенском проливе, прорвался в Рижский залив. Но они вновь потеряли много тральщиков, а фарватер был закрыт затопленным броненосцем Слава.

#### Революция
В годы Первой мировой войны русский флот, не идя ни в какое сравнение с британским и германским, в меру своих сил нанес противнику более высокие удельные потери, чем его оппоненты, т. е. был более результативен.
После Октябрьской революции русский флот полностью потерял боеспособность. По Брест-Литовскому мирному договору русская армия и флот должны были оставить береговые укрепления в получавших независимость Финляндии и Эстонии. В мае 1918 года состоялся Ледовый поход Балтийского флота: корабли были выведены через льды из Ревеля и Гельсингфорса в Кронштадт. Переход был совершён по инициативе командующего флотом капитана 1 ранга А. М. Щастного.

#### Британские подводные лодки в Балтийском море
Осенью 1914 г. в Балтийское море через  датские проливы прорвались три британские подлодки типа E: E1, E9 и E11. Осенью 1916 года на Балтику через Архангельск, а затем на баржах по Северной Двине, Сухоне и Мариинской системе) были доставлены ещё четыре британские подлодки: S26, S27, S 32, S36. Британские подводные лодки базировались в Ревеле, а в конце декабря 1917 флотилия перебазировалась в Гельсингфорс.
3 апреля 1918 г., после заключения Брестского мира, британцы под руководством коммандера Ф.Кроми вывели лодки Е-1, Е-9, Е-19 из Гельсинфорса на большие глубины и там, во избежание захвата их немцами, они были затоплены. 4 апреля 1918 г. там же были затоплены Е-8 и S-26, а 5 апреля - S-27 и S-35. Подводная лодка S-32 была взорвана, а подводная лодка Е18 погибла еще 25 мая 1916 года по неизвестной причине.

### Баренцево и Белое моря
Грузы военного назначения поставлялись в Россию из Великобритании морским путём в Архангельск. Этот путь занимал около двух недель. Суда следовали без охранения, в результате германские подводные лодки потопили 3 судна. Немецкий вспомогательный крейсер «Метеор» смог войти в северную часть Белого моря и установить в районе мыса Святой Нос мины, на них подорвались 10 пароходов, два парусника и два военных судна.
Немецкие подводные лодки действовали в Баренцевом море с 1916 г. В сентябре 1916 года были потоплены 30 пароходов и парусник. С октября 1916 по январь 1917 года от атак немецких подлодок погибли 148 только норвежских судов. Эффективным способом защиты торговых судов от подводных лодок стала система конвоев, начавшая широко практиковаться с осени 1916 года. Конвоирование осуществлялось от норвежской границы почти до самого Архангельска поочередно российскими и британскими кораблями.
В 1917 г. в составе флотилии Северного Ледовитого числились: линкор («Чесма»), 2 крейсера («Варяг» и «Асколъд»), 4 эскадренных миноносца, 2 миноносца, 3 подлодки, минный заградитель, 40 тральщиков и катеров-тральщиков, 2 ледокола и до 20 вспомогательных судов.

### Тихий и Индийский океан
Небольшая часть германских морских сил, расположенная в Тихом океане, с началом войны участвовала в рейдерских операциях. Германский крейсер «Эмден» неожиданной атакой уничтожил стоявший в гавани Пенанга российский крейсер «Жемчуг» и французский миноносец «Mosquet» («Мушкет») и потопил около тридцати торговых судов в рейдовых операциях, но в итоге был сильно повреждён в бою у Кокосовых островов с австралийским крейсером «Сидней».
Германская Восточноазиатская крейсерская эскадра адмирала Максимилиана фон Шпее в сражении при Коронеле разгромила крейсерскую эскадру контр-адмирала К. Крэдока, потопив броненосные крейсера «HMS Good Hope» и «HMS Monmout». В декабре 1914 года эскадра отправилась к Фолклендским островам, где наткнулась на более мощную британскую эскадру и была уничтожена. Уйти удалось только повреждённому в бою крейсеру «Дрезден». После ремонта он крейсировал у побережья Чили, но в марте 1915 года был блокирован британскими крейсерами в бухте о. Мас-а-Терра и затоплен командой.
Германский крейсер «Кёнигсберг» в начале войны находился в Дар-эс-Саламе, столице Германской Восточной Африки. Он также провёл несколько операций: захватил английский пароход в Аденском заливе, обстрелял побережье Мадагаскара; 20 сентября 1914 года в порту острова Занзибар потопил в бою английский крейсер «Пегасус». Затем «Кёнигсберг»  скрылся в дельте Руфиджи, где был обложен британцами и потоплен в бою 11 июля 1915 года с четырьмя английскими кораблями.
Германский крейсер «Корморан» (переквалифицированный в канонерку) в августе находился на ремонте в доках Циндао и был в сентябре затоплен рабочими доков. Его орудия были переданы на захваченный российский пароход «Рязань», преобразованный во вспомогательный крейсер «Корморан». В декабре 1914 года исчерпавший запасы угля «Корморан» зашёл на остров Гуам, что привело к двухлетнему противостоянию с местной американской администрацией. После вступления США в войну, команда затопила крейсер 7 октября 1917 года .
Германский крейсер «Гейер», оказавшийся с началом войны в Сингапуре несколько месяцев крейсировал, захватив одно британское судно. 14 октября 1914 года он зашёл в Гонолулу, где и был интернирован 8 ноября, несмотря на нейтралитет США. После вступления США в войну американцы ввели крейсер в состав своего флота под названием USS «Шурц». Крейсер нёс конвойную и патрульную службу, но 21 июня 1918 года затонул после столкновения с торговым судном «Флорида».

## Борьба на морских коммуникациях
Все воюющие стороны стремились нарушить морские коммуникации противника, используя надводные рейдеры и подводные лодки. Атаки торговых судов противника стали обыденным явлением. Количество потопленных судов исчислялось тысячами, но добиться своей цели никому из участников войны не удалось.
Так, подводные лодки германского флота на всех театрах (Балтика, Чёрное море и моря Северного Ледовитого океана) в 1914—1917 годах потопили 32 российских боевых корабля и вспомогательных судна (в том числе крейсер «Паллада», 3 эсминца, 2 минных заградителя, 7 тральщиков) и 34 транспорта и торговых судна общим водоизмещением в 27 259 брт. За эти успехи они заплатили цену в 11 потопленных российскими моряками подлодок.
По другим данным, потери российских торговых судов в годы войны составили 214 пароходов и 69 парусных судов.